# Wilhelm Nöbel
Wilhelm Nöbel (* 5. November 1936 in Bonn; † 7. April 2006) war ein deutscher Historiker, Journalist und Politiker (SPD).

## Leben und Beruf
Nach dem Abitur 1957 am Staatlichen Gymnasium in Siegburg nahm Nöbel ein Studium der Geschichte, Altphilologie und Philosophie an der Universität Bonn auf, das er mit der Promotion zum Dr. phil. beendete. Von 1964 bis 1970 arbeitete er als wissenschaftlicher Mitarbeiter im Kuratorium Unteilbares Deutschland. Von 1970 bis 1976 leitete er das Referat Öffentlichkeitsarbeit im Presse- und Informationszentrum des Deutschen Bundestages. 1991 wurde er PR-Chef und Pressechef der Deutschen Welle in Köln.

## Partei
Nöbel trat 1966 in die SPD ein.

## Abgeordneter
Dem Bundestag gehörte Nöbel von 1976 bis 1990 an. In allen vier Wahlperioden wurde er über die Landesliste Nordrhein-Westfalen gewählt und gehörte stets dem Innenausschuss an.